# Império colonial japonês

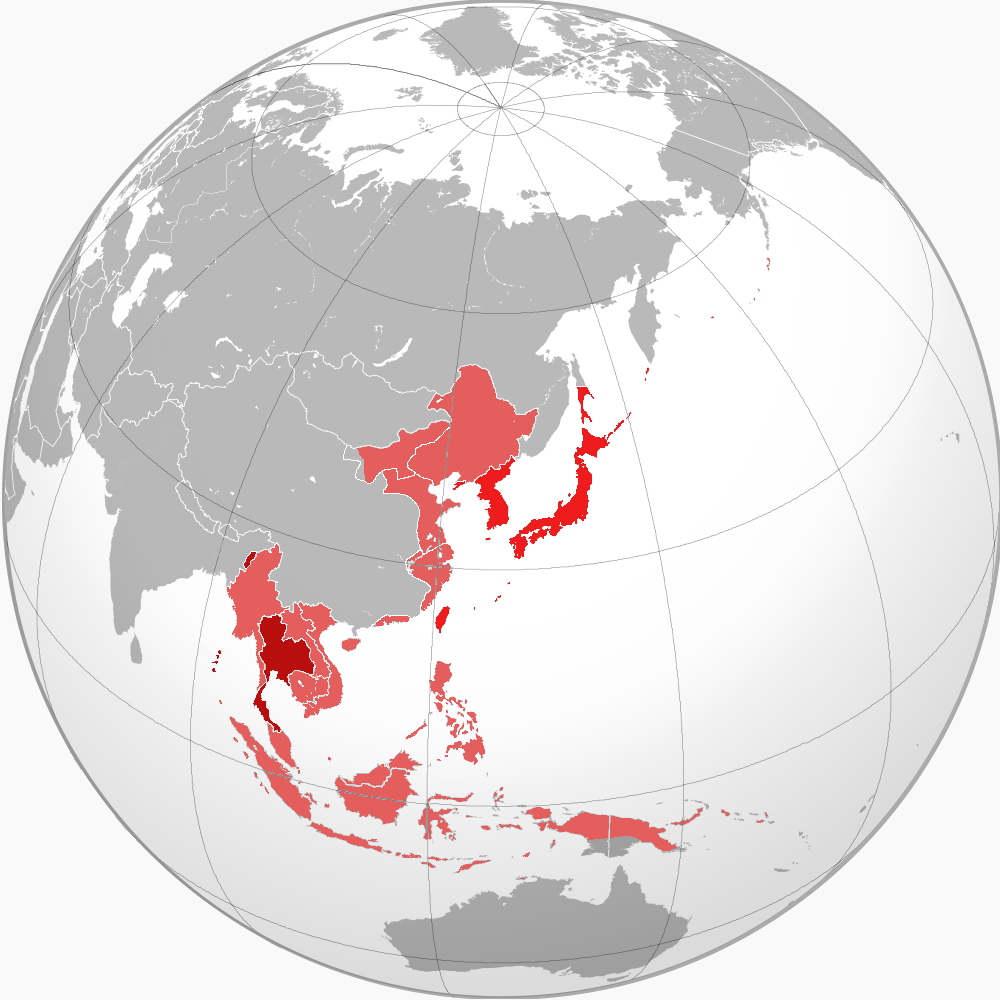
O Japão e a Esfera de Coprosperidade da Grande Ásia Oriental em seu auge em 1942. O Japão e seus aliados, Tailândia e Índia Livre, em vermelho escuro; territórios ocupados e Estados clientes em vermelho mais claro. Choseven (Coreia), Taiwan (Formosa), e Karafuto (Sacalina do Sul) eram partes integrantes do Japão.

O império colonial japonês foi composto pelas conquistas territoriais do Império do Japão no Oceano Pacífico Ocidental e na Ásia Oriental, a quais começaram em 1895 com a sua vitória sobre a China Qing na Primeira Guerra Sino-Japonesa. Vitórias subsequentes sobre o Império Russo (Guerra Russo-Japonesa) e o Império Alemão (Primeira Guerra Mundial) expandiram o domínio japonês para Taiwan, Coreia, Micronésia, Sacalina do Sul, diversas concessões na China e a Ferrovia do Sul da Manchúria. Em 1931, o Japão invadiu a Manchúria, resultando no estabelecimento do Estado-fantoche de Manchukuo no ano seguinte; depois disso, o Japão adotou uma política de fundar e apoiar Estados-fantoches nas regiões conquistadas. Esses territórios conquistados se tornaram a base da Esfera de Coprosperidade da Grande Ásia Oriental em 1940.
Incluindo o Japão Continental, colônias, territórios ocupados e Estados-fantoches, o Império do Japão em seu ápice foi um dos maiores impérios da história. A quantidade total de terras sob soberania japonesa alcançada 8.510.000km² em 1942. Em 1943, representava mais de 20% da população mundial na época, com 463 milhões de pessoas em suas regiões e territórios ocupados.
Depois que o Japão foi derrotado pelo Aliados em 1945, o controle colonial de Tóquio sobre os territórios distantes terminou. A extensão da governação japonesa limitou-se ao naichi (exceto a Prefeitura de Karafuto, que foi anexada pela União Soviética); as ilhas Nanpō e Ryūkyū foram devolvidos ao Japão pelos EUA em 1968 e 1972, respectivamente.
A expansão territorial do império colonial japonês foi marcada pela agressão contra outras nações, com os japoneses cometendo numerosas atrocidades e crimes de guerra, e matando milhões. A escassez de administradores japoneses levou ao estabelecimento de Estados-fantoches coloniais e à promoção de elites indígenas nos territórios que ficaram sob controle japonês na década de 1940.

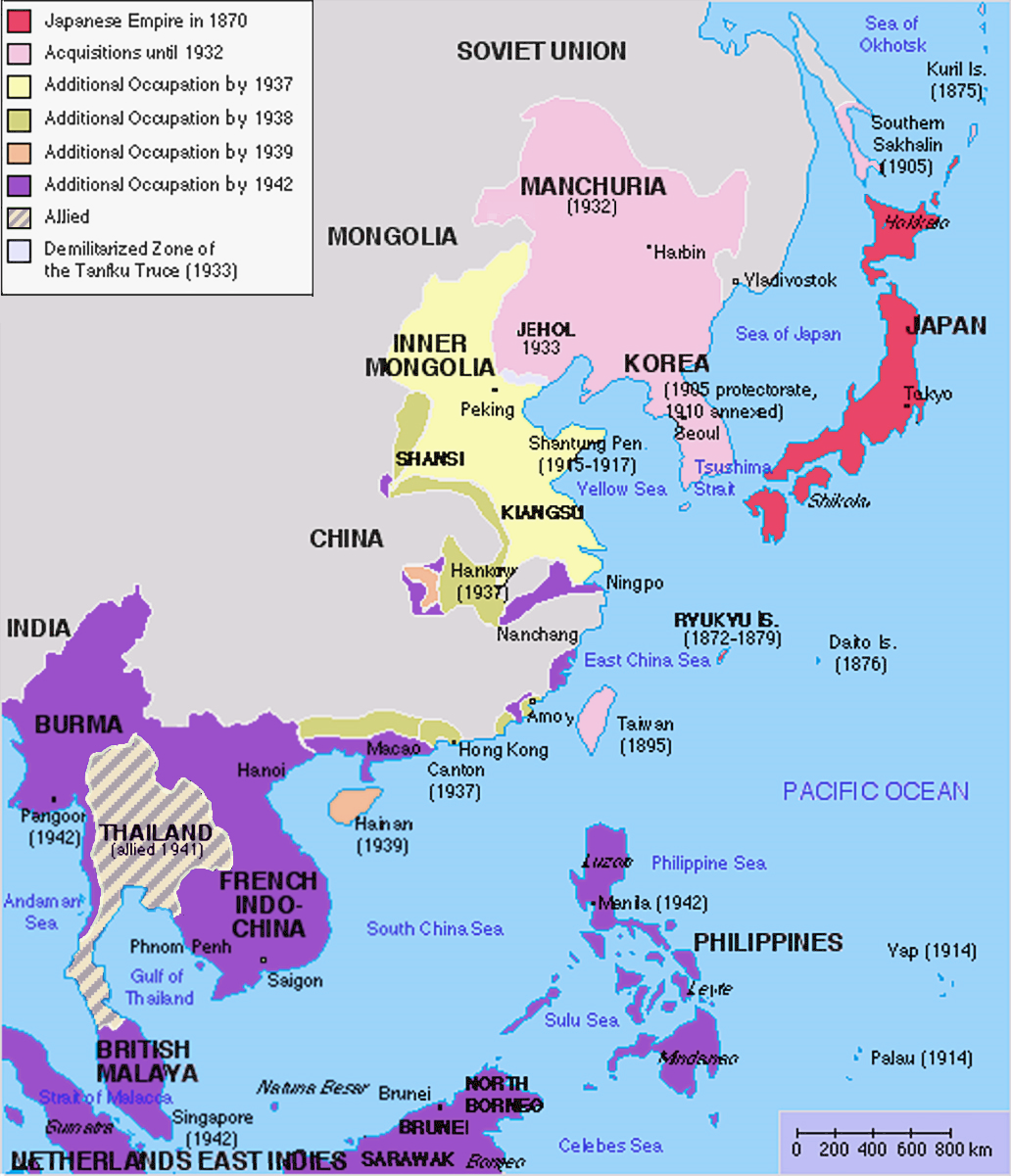
Extensão máxima do Império Japonês

## Desenvolvimento econômico
De acordo com Atul Kohli, Professor David K.E. Bruce de Relações Internacionais e Professor de Política e Relações Internacionais em Princeton, "os japoneses fizeram uso extensivo do poder estatal para seu próprio desenvolvimento econômico e, em seguida, usaram o mesmo poder estatal para abrir e transformar a Coréia em um período de tempo relativamente curto". O Japão foi "decisivo em alterar tanto a natureza do Estado coreano como a relação deste Estado com várias classes sociais." Como o estilo burocrático centralizado de governo japonês foi transferido para a Coreia; como eles desenvolveram o capital humano coreano por meio de uma expansão considerável da educação; como os japoneses investiram pesadamente em infraestrutura. A conclusão de Kohli é que "o Estado altamente coeso e disciplinador que os japoneses ajudaram a construir na Coreia colonial revelou-se um ator econômico eficaz. O Estado utilizou suas capacidades burocráticas para realizar inúmeras tarefas econômicas: arrecadar mais impostos, construir infraestrutura e assumir diretamente a produção. Mais importante, este Estado altamente propositivo fez do aumento da produção uma das suas prioridades e incorporou as classes proprietárias em alianças orientadas para a produção". Este Estado burocrático alastrando continuou após a Segunda Guerra Mundial e depois da Guerra da Coreia. O início da industrialização colonial japonesa da Coreia também facilitou a reconstrução após a Guerra da Coreia, porque não havia necessidade de iniciar a industrialização ab initio. Examinando as políticas e realizações da Coreia nas décadas de 1960 e 1970, Kohli afirma que, durante este período, o país caminhava firmemente para o "desenvolvimento coeso-capitalista, principalmente recriando um Estado eficaz, mas brutal, que interveio extensivamente na economia". O desenvolvimento econômico sul-coreano não foi orientado pelo mercado - em vez disso, o "Estado interveio fortemente para promover as exportações, utilizando ferramentas de mercado e não-mercado para atingir os seus objetivos".

## Pré-1895
Os primeiros territórios ultramarinos que o Japão adquiriu foram as ilhas dos mares circundantes. Durante o início Era Meiji, o Japão estabeleceu o controle sobre o Nanpō, Ryukyu, e Ilhas Curilas; reforçou igualmente o controle do naichi. No entanto, esse esforço foi menos um passo inicial em direção à expansão colonial do que uma reafirmação da autoridade nacional sobre territórios tradicionalmente dentro da esfera cultural japonesa.

## Aquisição de colônias
No início do século XX, a taxa de aumento da população no Japão era vista como um problema potencial para o governo japonês, e a expansão colonial na Coreia e na Manchúria era vista como uma possível solução.

### Taiwan
Entre 1895 e 1945, Taiwan, incluindo as ilhas Penghu, foi uma colônia do Império Japonês; após a derrota da Dinastia Qing na Primeira Guerra Sino-Japonesa, a China cedeu Taiwan ao Japão nos termos do Tratado de Shimonoseki. O movimento de resistência de curta duração da República da Formosa foi rapidamente suprimido pelas forças militares japonesas. A queda de Tainan encerrou a resistência organizada à ocupação japonesa e inaugurou cinco décadas de domínio japonês.
Uma vez que Taiwan foi a primeira colónia ultramarina do Japão, os governos central e colonial transformaram os seus esforços em fazer da ilha uma "colónia modelo". Isso resultou na modernização da economia da ilha, infra-estrutura, indústria, obras públicas e assimilação forçada.
Em 1945, após a derrota do Império Japonês na Segunda Guerra Mundial, Taiwan foi colocada sob o controle da República da China com a assinatura da ata de rendição do Japão. A experiência do domínio japonês, o domínio do Kuomintang, e o Incidente de 28 de Fevereiro de 1947 continua a afetar questões como o Dia da Retrocessão, a identidade nacional e étnica, e o Movimento de Independência de Taiwan.

### Coreia
No final do século XIX e início do século XX, vários países ocidentais competiram por influência, comércio e território na Ásia Oriental, e o Japão procurou juntar-se a estas modernas potências coloniais. O recém-modernizado Governo Meiji do Japão voltou-se para a Coreia, então na esfera de influência da China da Dinastia Qing. O governo japonês inicialmente procurou separar a Coreia de Qing e tornar a Coreia um satélite japonês afim de promover a sua segurança e os seus interesses nacionais.
Em janeiro de 1876, o Japão empregou a diplomacia das canhoneiras de modo a pressionar a Coreia, sob o Dinastia Joseon, para assinar o Tratado Japão-Coreia de 1876, que concedeu direitos extraterritoriais aos cidadãos japoneses e abriu três portos coreanos ao comércio japonês. Os direitos concedidos ao Japão ao abrigo desta tratado desigual, foram semelhantes aos concedidos às potências ocidentais no Japão após a visita do Comodoro Perry. O envolvimento japonês na Coreia aumentou durante a década de 1890, um período de agitação política.
A Coreia foi ocupada e declarada protetorado japonês após o Tratado Japão-Coreia de 1905 foi anexada em 1910 através do tratado de anexação. A Coreia foi rebatizada Chōsen e permaneceu como parte do Império Japonês por 35 anos; de 22 de agosto de 1910, até 15 de agosto de 1945, após a rendição do Japão na Guerra do Pacífico. Os tratados de 1905 e 1910 foram oficialmente declarados "nulos" pelo Japão e pela Coreia do Sul em 1965.

### Sacalina do Sul
Durante o século XIX, a Rússia e o Japão disputaram o controle da ilha Sacalina. Após a Restauração Meiji em 1868, colonos japoneses foram enviados para Sacalina do Sul para explorar seus recursos. O Japão cedeu o sul de Sacalina à Rússia em 1875 em troca das Ilhas Curilas sob o Tratado de São Petersburgo. Após a vitória na Guerra Russo-Japonesa, o Japão recebeu Sacalina do Sul nos termos do Tratado de Portsmouth. O Japão estabeleceu seu governo colonial em 1907, após o qual Sacalina do Sul foi renomeada Prefeitura de Karafuto.
Migrantes japoneses e coreanos para a colônia desenvolveram as indústrias de pesca, silvicultura e mineração. Aproveitando o Guerra Civil Russa, o Exército Imperial Japonês ocupou o norte de Sacalina entre 1920 e 1925; posteriormente, o Japão manteve concessões favoráveis ao carvão e ao petróleo até 1944. Em 1943, Karafuto foi elevado ao estatuto de naichi. A União Soviética invadiu e anexou Karafuto no final da Segunda Guerra Mundial.

### Mandato dos Mares do Sul
Na sequência da eclosão da Primeira Guerra Mundial em 1914, o Império do Japão declarou guerra ao Império Alemão e rapidamente tomou as possessões do império colonial alemão no Oceano Pacífico (o norte das Ilhas Marianas, as Ilhas Carolinas e as Ilhas Marshall) praticamente sem resistência. Após o fim da guerra, o Tratado de Versalhes reconheceu formalmente a ocupação japonesa das antigas colônias alemãs na Micronésia ao norte do Equador. A Mandato da Liga das Nações sob a administração japonesa conhecida como Agência Nan'yō (南洋廳, Nan'yō Chō), ou Agência dos Mares do Sul, e o posto de Governador do Mandato dos Mares do Sul foi criado.
O principal significado do Mandato dos Mares do Sul para o Japão foi a sua localização estratégica, que dominava as rotas marítimas do Oceano Pacífico e fornecia locais de abastecimento convenientes para os navios. Durante a década de 1930, a Marinha Imperial Japonesa começou a construção de aeródromos, fortificações, portos e outros projetos militares nas ilhas do Mandato dos Mares do Sul, vendo-os como "porta-aviões inafundáveis" com um papel crítico a desempenhar na defesa das ilhas japonesas contra uma possível invasão dos Estados Unidos. As ilhas tornaram-se importantes locais de preparação para as ofensivas aéreas e navais japonesas durante a Guerra do Pacífico mas foram perdidas para a ação militar americana entre 1943 e 1945. O mandato da Liga das Nações foi formalmente revogado pelas Nações Unidas em 18 de julho de 1947, de acordo com a Resolução 21 do Conselho de Segurança, responsabilizando os Estados Unidos pela administração das Ilhas nos termos de um acordo de tutela das Nações Unidas, que estabeleceu o Território Fiduciário das Ilhas do Pacífico.

### Manchúria
Depois de sair vitorioso contra a China Qing na Primeira Guerra Sino-Japonesa, ao Japão foi cedido a parte sul da Península Liaodong nos termos do Tratado de Shimonoseki. Pressão diplomática da Rússia, Alemanha e França forçou o Japão a abandonar rapidamente o território, o que permitiu à Rússia alugá-lo da China em 1898. Em 1905, a Rússia foi derrotada na Guerra Russo-Japonesa; nos termos do Tratado de Portsmouth, a Rússia devolveu a Península de Liaodong ao Japão, após o que foi rebatizada de Território Arrendado de Kwantung. Um governador e uma guarnição do Exército Imperial Japonês foram estabelecidos, este último tornando-se o Exército de Kwantung em 1919.
Como resultado da derrota de sua derrota, o Império Russo também perdeu influência na Manchúria, o que permitiu ao Japão tomar o seu lugar. Em 1906, o Japão lançou a Ferrovia do Sul da Manchúria para Ryojun. O Japão ocupou temporariamente a Manchúria russa em 1918, retornando em 1922, agora parte da União Soviética. A Manchúria ficou sob o controle do senhor-da-guerra chinês Zhang Zuolin durante o período dos senhores da guerra da China. Inicialmente, ele tinha apoio japonês, mas o exército de Kwantung o considerou muito independente e ele foi assassinado em 1928.
A invasão japonesa da Manchúria em 1931, após o Incidente de Mukden, um evento encenado e projetado por oficiais japoneses do Exército Kwantung como pretexto para invasão. A região foi posteriormente separada do controle chinês e do Estado-fantoche de Manchukuo foi criado. O último Imperador da China, Puyi, foi instalado como chefe-de-estado em 1932 e, dois anos depois, foi declarado imperador de Manchukuo. A cidade de Changchun foi rebatizada de Xinjing e tornou-se a capital de Manchukuo.O palácio imperial foi construído especialmente para o imperador. Ele era, no entanto, nada mais do que uma figura decorativa e a verdadeira autoridade estava nas mãos dos oficiais militares japoneses. Todos os ministros manchus serviram como testas-de-ferro para os seus vice-ministros japoneses, os quais tomavam todas as decisões. Exércitos Voluntários Anti-Japoneses foram organizados pelos chineses na Manchúria e a pacificação de Manchukuo exigiu uma guerra que duraria vários anos.
Durante a década de 1930, os japoneses colonizaram Manchukuo. Com o investimento japonês e os ricos recursos naturais, a economia de Manchukuo experimentou um rápido crescimento. O sistema industrial de Manchukuo tornou-se um dos mais avançados, tornando-se uma das potências industriais da região. A produção de aço de Manchukuo excedeu a do Japão no final dos anos 1930. O Exército Japonês patrocinou inicialmente uma política de industrialização forçada modelada no Plano Quinquenal na União Soviética, mas, posteriormente, o capital privado foi utilizado numa economia fortemente dirigida pelo Estado. Houve progressos nos sistemas sociais da região e muitas cidades da Manchúria foram modernizadas. Manchukuo emitiu cédulas e selos postais, e vários bancos independentes foram fundados. A Ferrovia Oriental Chinesa foi comprado da União Soviética em 1935. Terras tradicionais foram tomadas e redistribuídas para agricultores japoneses com agricultores locais realocados e forçados a unidades de agricultura coletiva em áreas menores de terra.
Durante este período, Manchukuo foi usado como base para invadir a China. No verão de 1939, uma disputa fronteiriça entre Manchukuo e a República Popular da Mongólia resultou na Batalha de Khalkhin Gol. Durante esta batalha, uma força combinada do Exército Vermelho e Exército Mongol derrotou o Exército Kwantung japonês apoiado por forças manchukuoanas limitadas. A União Soviética declarou guerra ao Japão em 8 de agosto de 1945 ao abrigo do acordo Conferência de Yalta e invadiu Manchukuo partindo da Manchúria russa e da Mongólia, na chamada Operação Ofensiva Estratégica da Manchúria. O exército de Manchukuo foi derrotado e o imperador foi capturado pelas forças soviéticas. A maioria dos 1,5 milhão de japoneses que haviam sido deixados em Manchukuo no final da Segunda Guerra Mundial foram repatriados em 1946-1948 por navios da Marinha dos EUA na operação agora conhecida como Repatriação japonesa de Huludao.

## Segunda Guerra Mundial
| Território                    | Nome japonês                                                | Data | População est. (1943)          | Notas |
| ----------------------------- | ----------------------------------------------------------- | --- | ------------------------------ | --- |
| Japão                         | Naichi (內地)                                               | 1868-1945 | 72.000.000                     | Atualmente Japão, Sacalina do Sul, Ilhas Curilas e Ryukyu |
| Karafuto/Sacalina do Sul      | Karafuto-chō (樺太廳)                                       | 1905-1943 | 406.000                        | Cedido pelo Império Russo ao Japão |
| Coreia                        | Chōsen (朝鮮)                                               | 1910-1945 | 25.500.000                     | |
| Taiwan                        | Taiwan (臺灣)                                               | 1895-1945 | 6.586.000                      | Cedido pela China Qing ao Japão |
| China                         | Shina (支那)                                                | 1931–1945 | 200.000.000 (est.)             | Manchukuo 50 milhões (1940), Rehe, Território Alugado de Kwantung, Jiangsu, Xangai, Shandong, Hebei, Pequim, Tianjin, além de partes de: Guangdong, Guangxi, Hubei, Hunan, Fujian, Guizhou, Mongólia Interior |
| Hong Kong                     | Honkon (香港)                                               | 12 de dezembro de 1941 – 15 de agosto de 1945                                                                                                 | 1.400.000                      | Hong Kong |
| Ásia Oriental (subtotal)      | Higashi ajia (東亞細亞) ou Tō-a (東亞)                      | – | 306.792.000                    | |
| Vietnã                        | An'nan (安南)                                               | 15 de julho de 1940 – 29 de agosto de 1945 | 22.122.000                     | Como Indochina Francesa |
| Camboja                       | Kambojia (カンボジア)                                       | 15 de julho de 1940 – 29 de agosto de 1945 | 3.100.000                      | Como Indochina Francesa, ocupação japonesa do Camboja |
| Laos                          | Raosu (ラオス)                                              | 15 de julho de 1940 – 29 de agosto de 1945 | 1.400.000                      | Como Indochina Francesa, ocupação japonesa do Laos |
| Tailândia                     | Tai (泰/タイ)                                               | 8 de dezembro de 1941 – 15 de agosto de 1945                                                                                                  | 16.216.000                     | Estado independente, mas aliado ao Japão |
| Malásia                       | Maraya (マラヤ) ou Marē (マレー), Kita Boruneo (北ボルネオ) | 27 de março de 1942 – 6 de setembro de 1945 (Malásia), 29 de março de 1942 – 9 de setembro de 1945 (Sarawak, Brunei, Labuan, Bornéu do Norte) | 4.938.000 mais 39.000 (Brunei) | Como Malásia, Bornéu Britânico, Brunei |
| Filipinas                     | Firipin (比律賓/フィリピン) ou Hitō (比島)                  | 8 de maio de 1942 – 5 de julho de 1945 | 17.419.000                     | Filipinas |
| Índias Orientais Neerlandesas | Higashi indo (東印度)                                       | 18 de janeiro de 1942 – 21 de outubro de 1945                                                                                                 | 72.146.000                     | Como Índias Orientais Holandesas e Sumatra Ocidental |
| Singapura                     | Shōnan-tō (昭南島)                                          | 15 de fevereiro de 1942 – 9 de setembro de 1945                                                                                               | 795.000                        | Singapura |
| Burma                         | Biruma (ビルマ)                                             | 1942–1945 | 16.800.000                     | Birmânia |
| Timor-Leste                   | Higashi chimōru (東チモール)                                | 19 de fevereiro de 1942 – 2 de setembro de 1945                                                                                               | 450.000                        | Timor Português |
| Sudeste da Ásia (subtotal)    | Tō-nan ajia (東南亞細亞)                                    | – | 155.452.000                    | |
| Nova Guiné                    | Nyūginea (ニューギニア)                                     | 27 de dezembro de 1941 – 15 de setembro de 1945                                                                                               | 1.400.000                      | Como Papua e Nova Guiné |
| Guam                          | Ōmiya-jima (大宮島)                                         | 6 de janeiro de 1942 – 24 de outubro de 1945                                                                                                  |                                | De Guam |
| Mandato do Pacífico Sul       | Nan'yō guntō (南洋群島)                                     | 1919–1945 | 129.000                        | Do Império Alemão |
| Nauru                         | Nauru (ナウル)                                              | 26 de agosto de 1942 – 13 de setembro de 1945                                                                                                 | 3.000                          | Do Reino Unido, Austrália e Nova Zelândia |
| Ilha Wake                     | Ōtori-jima (大鳥島)                                         | 27 de dezembro de 1941 – 4 de setembro de 1945                                                                                                | nulo                           | Estados Unidos |
| Kiribati                      | Kiribasu (キリバス)                                         | December 1941 – January 22, 1944 | 28.000                         | Das Ilhas Gilbert |
| Ilhas do Pacífico (subtotal)  | –                                                           | – | 1.433.000                      | |
| População total               | –                                                           | – | 463.677.000                    | |

Isenção de responsabilidade: nem todas as áreas foram consideradas parte do Império do Japão, mas dentro de sua esfera de influência, incluída separadamente para fins demográficos. Fontes: POPULSTAT Ásia e Oceania.
Outras ilhas ocupadas pelo Japão durante a Segunda Guerra Mundial:
- Ilhas Andaman (Índia) – 29 de Março de 1942 – 9 De Setembro De 1945
- Ilha Christmas (Austrália) – Março de 1942 – outubro de 1945
- Attu e Kiska (Alasca, Estados Unidos) – 3 de Junho de 1942 – 15 de Agosto de 1943

### Zonas atacadas mas não conquistadas
- Kohima e Manipur (Índia)
- Dornod (Khalkhin Gol, Mongólia)
- Atol Midway (Estados Unidos)

### Incursões sem intenção imediata de ocupação
- Ataques aéreos
  - Pearl Harbor (Havaí, Estados Unidos)
  - Colombo e Trincomalee (Sri Lanka)
  - Calcutá (Índia)
  - Ataques aéreos na Austrália, incluindo:
    - Broome (Austrália Ocidental, Austrália)
    - Darwin (Território Do Norte, Austrália)
    - Townsville (Queensland, Austrália)

  - Porto Holandês (Alasca, Estados Unidos)
  - Ataques Aéreos de Vigia (Oregon, Estados Unidos)
- Bombardeamento naval por submarino
  - Colúmbia Britânica (Canadá)
  - Santa Bárbara (Califórnia, Estados Unidos)
  - Fort Stevens (Oregon, Estados Unidos)
  - Newcastle (Nova Gales Do Sul, Austrália)
  - Gregory (Austrália Ocidental, Austrália)
- Ataque de mini-submarino
  - Sydney (Nova Gales Do Sul, Austrália)
  - Diego Suarez (Madagáscar)